# Mahjong
Mahjong (på kantonesiska: ma jeung, mandarin: 麻將; Pinyin: májiàng; ursprungligen 麻雀 - má què - vilket betyder "sparv", japanska: mājan, koreanska: majak, vietnamesiska: mạt chược) är ett kinesiskt sällskapsspel, som vanligtvis spelas med fyra deltagare. Det kräver såväl skicklighet och planering som tur.
Ett mahjongparti spelas fyra ronder för varje vind, det vill säga 16 ronder, och den spelare som erhållit flest poäng efter 16 ronder vinner partiet. En rond avslutas med att en spelare som inte sitter som östans vind erhåller mahjong. Om ingen spelare erhåller mahjong delas inga poäng ut och ronden spelas om.

## Utrustning
Mahjong spelas med 136 eller 144 spelbrickor. Numera är brickorna ofta gjorda av plast, men tidigare tillverkades de ofta av bambu och ben. Brickor är indelade i sju serier: drakar, vindar, cirklar, bambu, tecken, årstider samt blommor. Varje serie består av ett antal valörer och fyra brickor av varje valör, undantaget årstider och blommor där det endast finns en av varje valör. Cirklar, bambu och tecken har 9 valörer (1-9), vindar har fyra valörer (nordan, östan, sunnan och västan) och drakar har tre valörer (röd, grön och vit). Vid spel med 136 btickor plockas blommorna och årstiderna bort.
- Cirklar (eller hjul): Varje bricka har mellan en och nio cirklar.

- Bambu: Varje bricka har mellan två och nio bambupinnar förutom bambu 1 som har en fågel som sitter på bambu.

- Tecken: Varje bricka har ett kinesiskt tecken mellan ett och nio (一、二、三、四、五/伍、六、七、八 och 九).

## Inledning

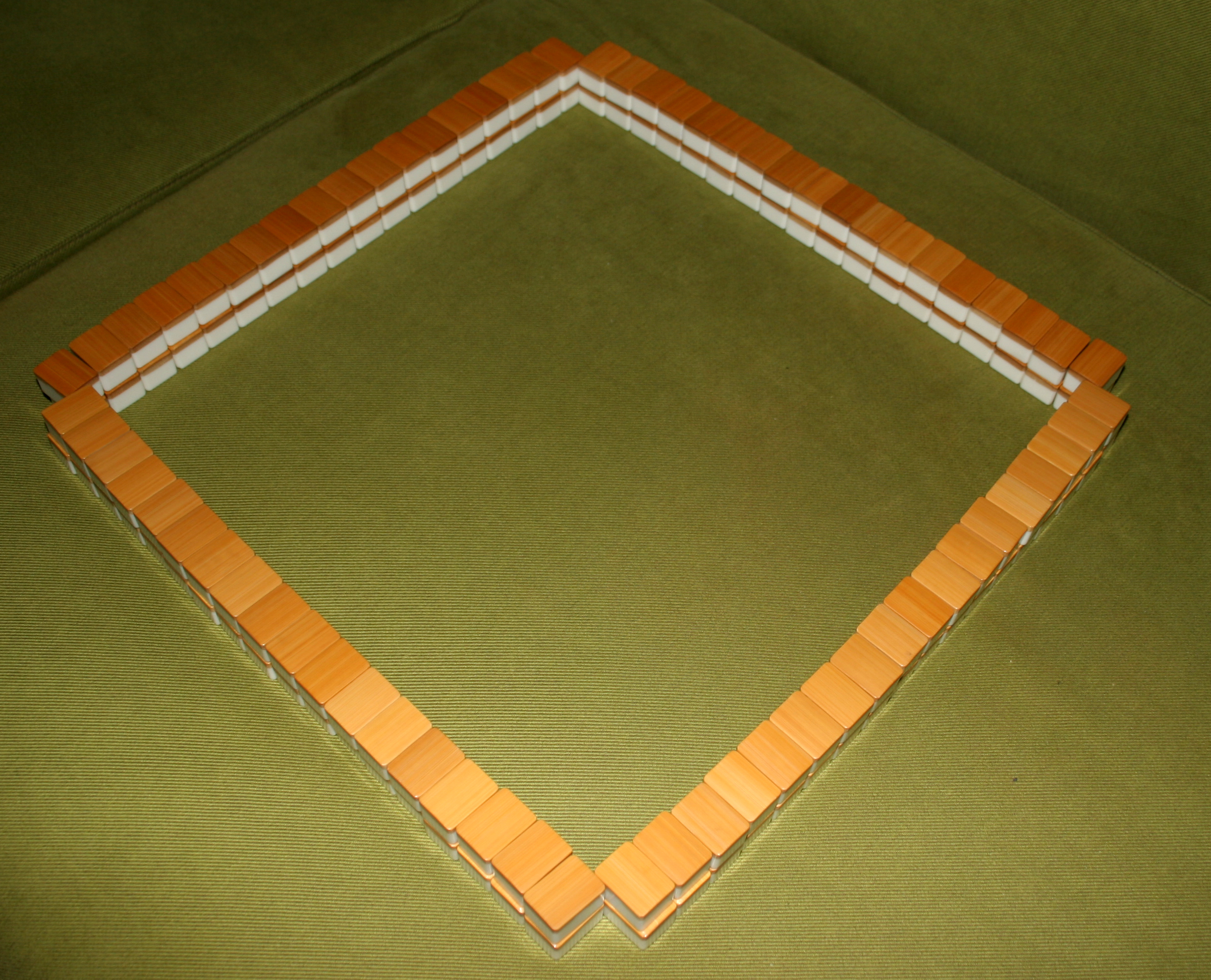
Muren

Varje omgång inleds med att alla brickor man spelar med läggs med valörsidan ner mot bordet. Därefter byggs muren bestående av fyra sidor av brickor fördelat på två våningar. Den spelare vars vind är rondens vind slår med två tärningar för att bestämma från vilken del av muren som brickorna skall börja delas ut från. Därefter slår spelaren vars mur skall brytas tärningarna för att bestämma från vilken av brickorna som muren skall brytas. Dessa två brickor plockas ur muren och läggs uppe på muren, den ena mellan första och andra respektive femte och sjätte brickan från brottet, medurs i förhållande till brottet. Dessa 14 brickor bildar ruinen. Därefter delar spelaren som har rondens vind ut 13 brickor till varje spelare och tar en ytterligare bricka själv.

## Mahjong
En mahjong består av fyra kombinationer samt ett par. En kombination kan antingen vara tre brickor ur samma serie och med samma valör (pong), fyra brickor ur samma serie och med samma valör (kong) eller tre brickor ur samma serie med valörer i serie (chow). Ett par är två brickor ur samma serie och med samma valör. Det krävs minst 14 brickor för att göra mahjong och således är det endast rondens vind som kan göra mahjong direkt på given. Detta är dock ytterst ovanligt, men inte omöjligt, och brukar därför belönas maxpoäng eller specialpoäng.

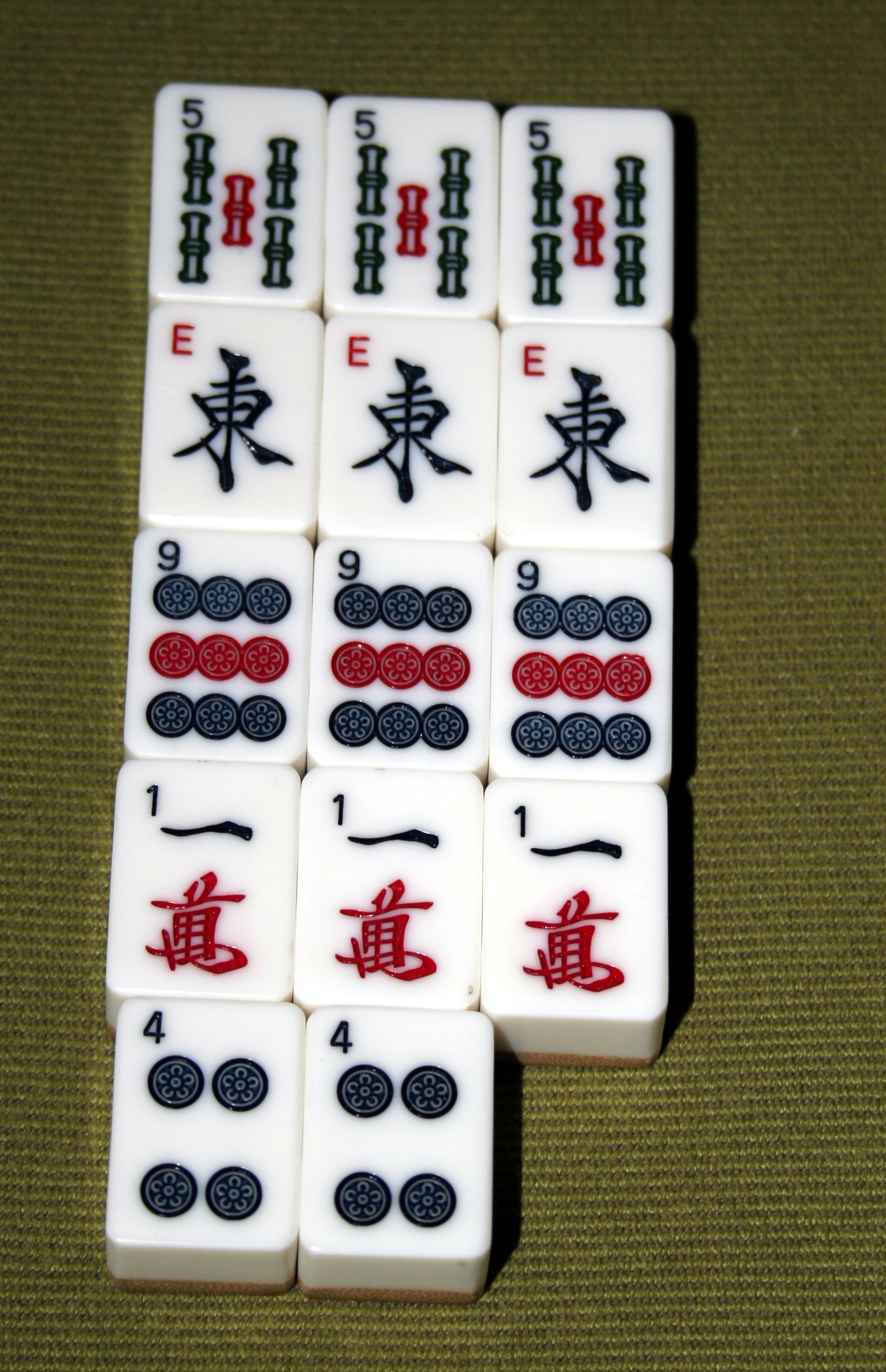
Mahjong med fyra pong och ett par
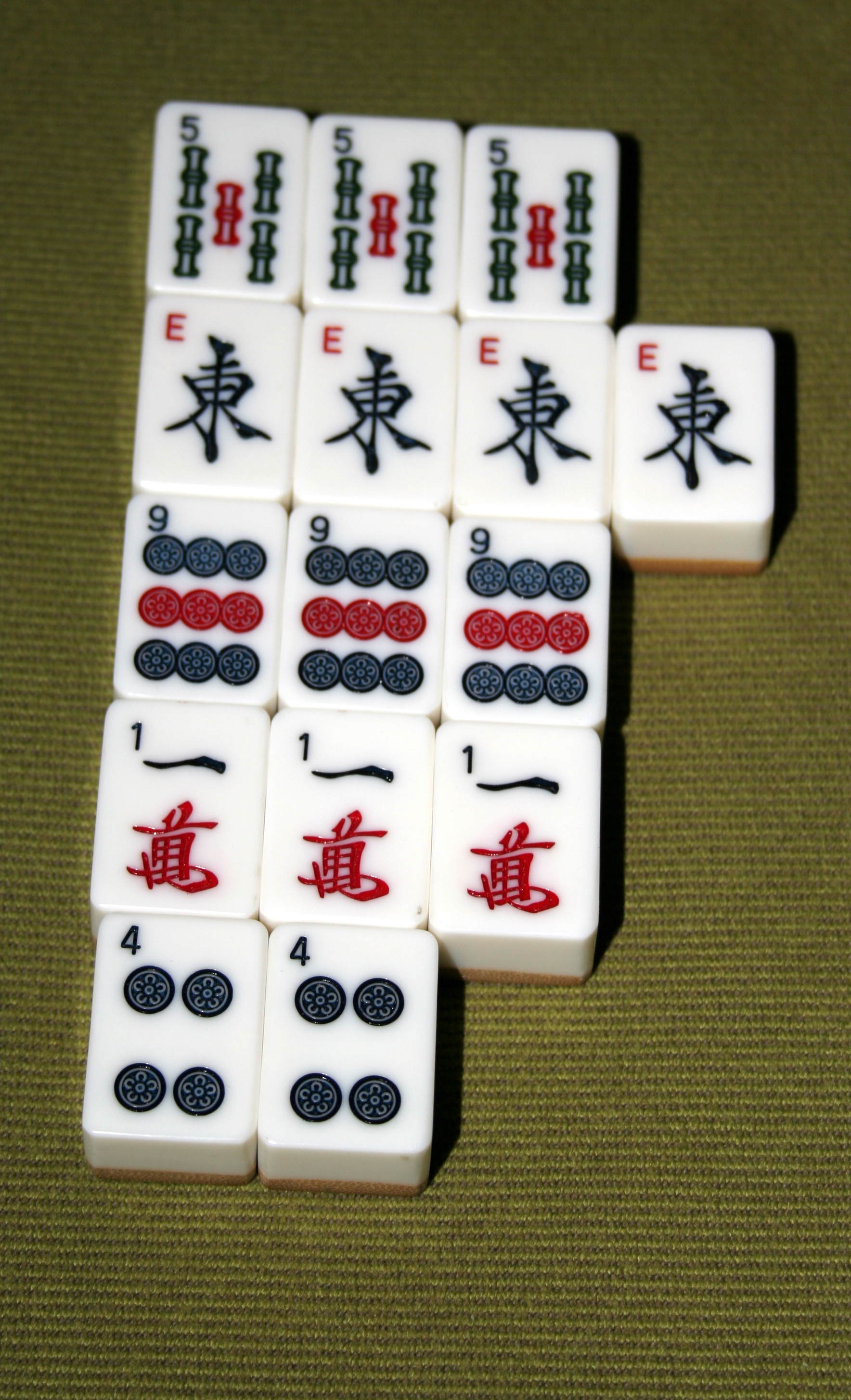
Mahjong med öppen kong
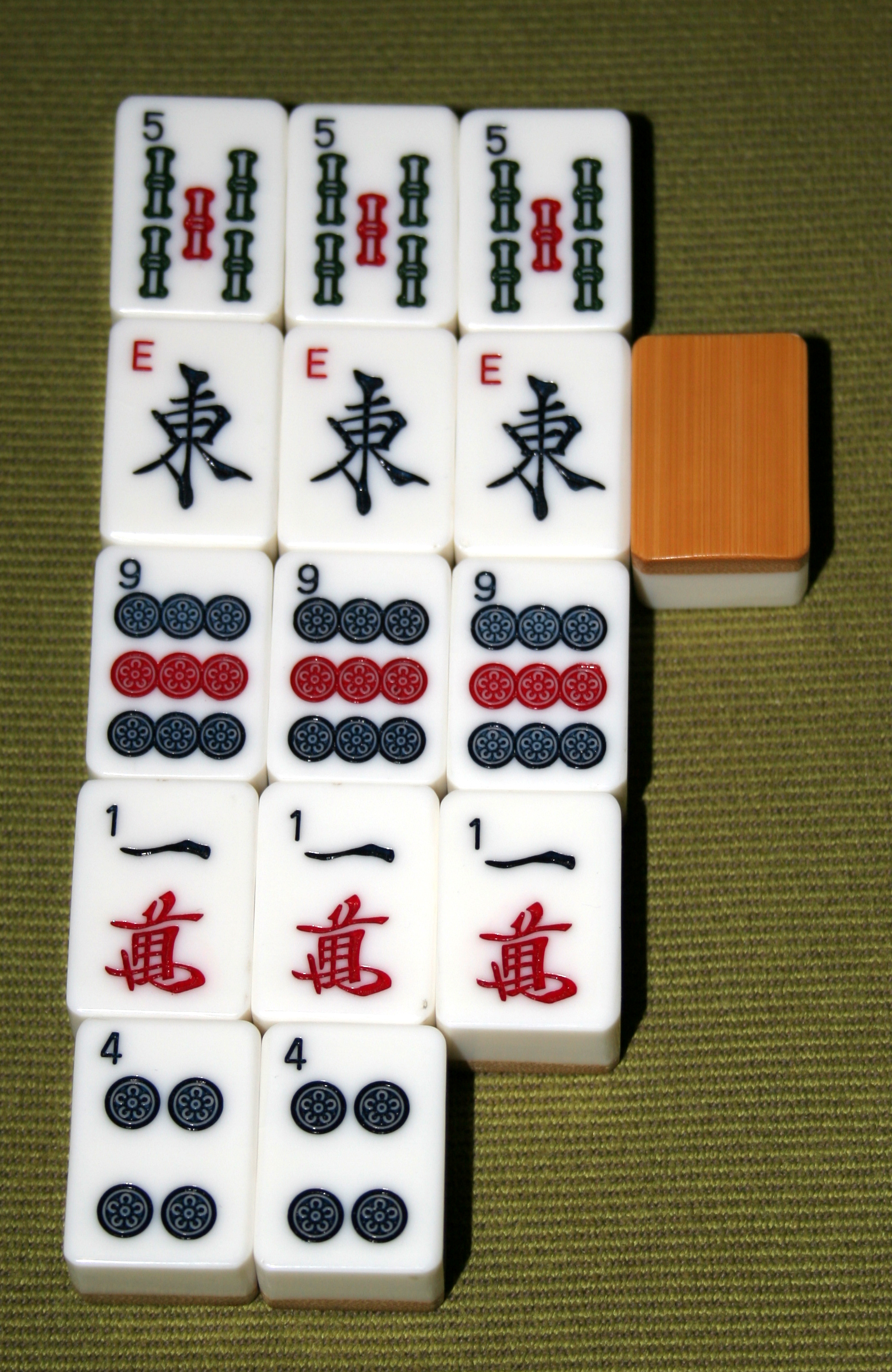
Mahjong med sluten kong

## Spelets gång
Spelaren som har rondens vind "kastar" den bricka som han anser sig ha minst nytta av genom att säga vilken serie och valör brickan har och sedan lägga den mitt i området inuti muren. Om en spelare kan skapa en kombination av den kastade brickan tillsammans med brickor som denne har på hand kan den ropa in brickan genom att ropa vilken kombination som denne kan skapa med brickan. Chow kan endast ropas av den som sitter till höger om den som kastar brickan. Om ingen spelare ropar in brickan går turen vidare till näste spelare, den till höger om den som senast kastade en bricka, som plockar en bricka från muren och sedan kastar en bricka. Spelet fortsätter så tills någon erhåller mahjong eller endast runinen kvarstår av muren.
Blommor och årstider, om man väljer att spela med dem, är bonusbrickor som inte behöver läggas ut i någon kombination utan ger poäng ensamma. Om en sådan bricka läggs ut ska man direkt ta en extra bricka från ruinen för att inte få för få brickor.

## Mahjong solitaire
Mahjong solitaire (även känt som Shanghai solitaire, eller helt enkelt mahjong) är ett ensamspel som använder en uppsättning mahjong-brickor istället för kort. Det spelas oftare på en dator än som ett fysiskt bordsspel.
Namnet kommer från det fyra spelare stora spelet mahjong, men det spelas helt annorlunda.